# Moșnița Veche, Timiș
Moșnița Veche (germană Alt Moschnitz, maghiară Mosnicza) este un sat în comuna Moșnița Nouă din județul Timiș, Banat, România.

## Localizare

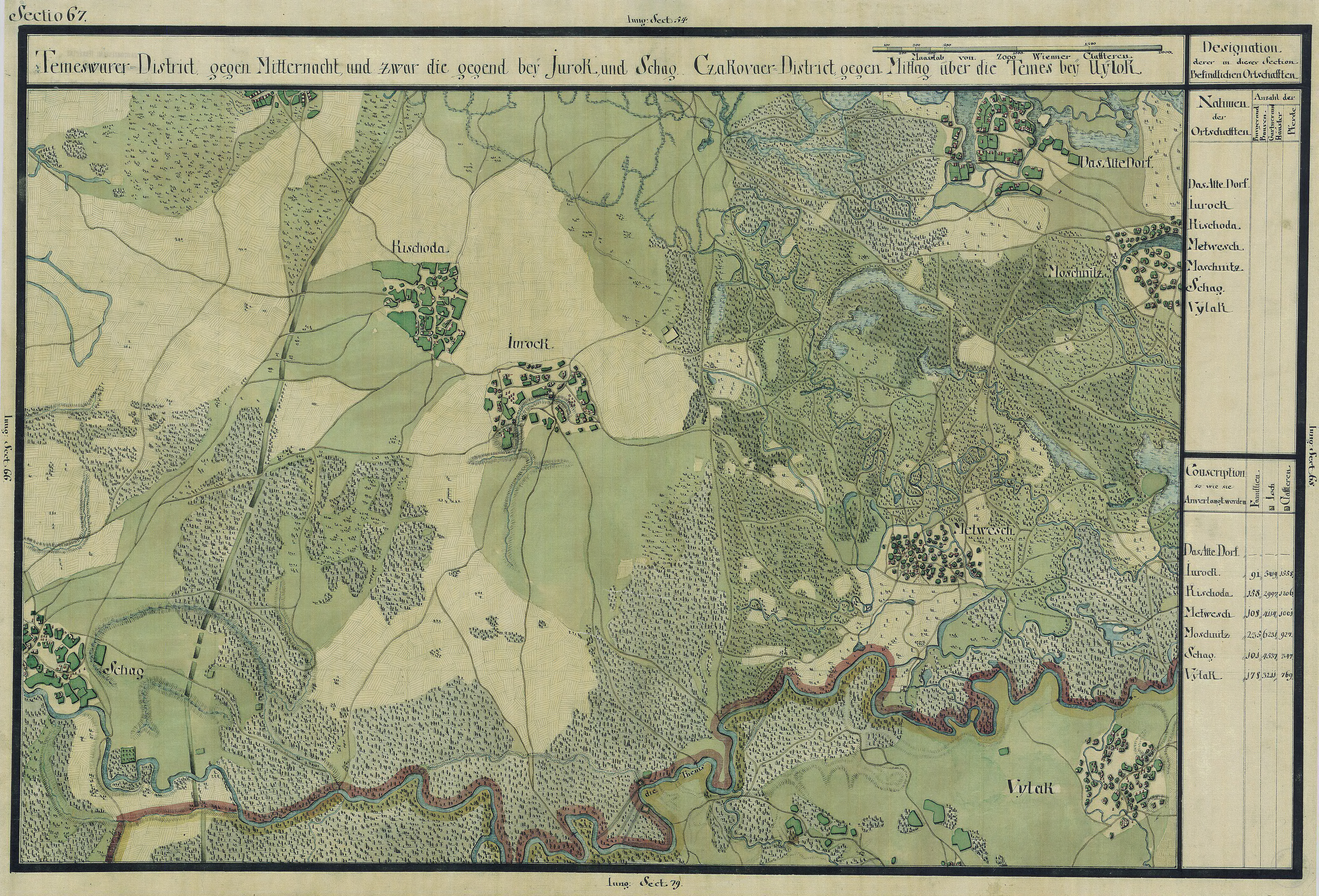
Mosnita Veche în Harta Iosefină a Banatului, 1769-72

Se situează la est de municipiul Timișoara, la circa 5 km de acesta. Se învecinează la sud cu Moșnița Nouă (1,8 km), la nord cu Ghiroda, la nord-est cu Bucovăț (7 km).

## Istorie
Este atestată documentar la 1332. Tradiția orală atribuie românului Niță – Moșul Ioniță, întemeierea satului Moșnița, nu pe locul de astăzi ci în Satu-Bătran la un kilometru distanță, lângă pârâul Subuleasa. Datorită inundațiilor frecvente, moșul Niță a mutat satul pe amplasamentul de astăzi. Moșnițenii au păstrat dreptul de proprietate asupra satului bătrân și hotarul său până pe la 1820, când li s-a luat acest drept. Ei au primit în schimb dreptul asupra pădurii din apropierea satului (spre sud). În 1904 li se ia dreptul asupra pădurii, pentru a fi mai apoi defrișată iar în locul ei, administrația austro-ungară să înființeze o colonie cu etnici maghiari, viitoarea Moșnița Nouă. În timp, noua colonie a depășit prin populație și prin importanță, mai vechiul așezământ moșnițean.
În 1890 făcea parte din Comitatul Timiș, districtul Timișoara, era reședință de comună cu o populație totală de 2.208 locuitori.
Istoria Bisericii Ortodoxe se confundă cu însăși istoria satului, născut cu doar câteva case în jurul bisericuței de lemn. Biserica a fost refăcută în 1812 și apoi în 1912, după ultima refacere lucrurile vechi bisericești au fost distruse sau risipite.
1	Satul – formă specifică de comunitate umană.
1.1	Definirea sociologică a satului
Viața oamenilor, așa cum ne demonstrează cercetările, se desfășoară, de regulă, în cadrul unor forme specifice de comunitate prin care se asigură solidaritatea socială, adică acel tip de relații indispensabile existenței și progresului social. Sunt definite mai multe forme de comunitate în care satul și orașul ocupă un loc privilegiat prin rolurile pe care le îndeplinesc în sistemele sociale moderne. 
Sociologii apreciază că satul este o apariție relativ recentă în istoria de peste un million de ani a omenirii. Cercetările arheologice contemporane demonstreză prin fapte că primele sate, expresie a capacității omului de a-și procura resurse permanente de hrană, au apărut în Neolitic, acum 8 – 9 mii de ani, pe Valea Nilului și Eufratului. 
Atât literatura sociologică occidentală cât și cea românească ne oferă un număr mare de definiții și abordări. 
În sociologia rurală americană, apărută la orizontul anilor ‘20, satul este caracterizat prin ‘diversitate în unitate. Diversitatea are în vedere peisajul, activitatea economică, predominant agricolă care persistă și în condițiile modernizării satului. Iar unitatea, ca suport al societății rurale, se referă la specificul exploatării familiale: existența unui buget unic pentru viața cotidiană și pentru activitatea agricolă’. 
Z. Bauman, stabilind câteva trăsături ale satului, insistă asupra faptului că satele, ca sisteme sociale, sunt relativ isolate, întreaga viață a individului se desfăsoară într-un spațiu relativ izolat și se exprimă printr-un pronunțat tradiționist care nu trebuie să fie înțeles neapărat ca și conservatorism. Tradiționalismul satului, poate să însemne și o accentuată continuitate, adică o tendință de asimilare de noi elemente într-un ansamblu economic, social și chiar psihomoral unitar, iar satul care efectuează acest proces de asimilare, continuă să-și păstreze personalitatea și identitatea; nu avem ce reproșa acelui țăran care are rețineri față de anumite mașini, utilaje, soiuri de plante, până când acestea nu-și dovedesc superioritatea; între inovație și tradiție trebuie să existe un echilibru dinamic, care să includă atât riscul exagerat, cât și inovația pripită. 
Giacobbi și Roux, definind satul ca o micro societate, desprind patru caracteristici principale ale acestuia:
•	este un spațiu limitat, restrâns, de mici dimensiuni, relativ autonom în care își desfășoară activitatea o constelație de familii înrudite acompaniate de școală și biserică în relații mai mult sau mai puțin conflictuale;
•	un anumit specific economic rezultat din preponderența activităților agricole și de conincidența dintre gospodăria țărănească și întreprinderea economică;
•	relații de intercunoaștere, prietenie marcate de obiceiuri și ritualuri;
•	stabilitatea relațiilor sociale și percepția unei identități comunitate. ‘Tradiția joacă un rol important în viața satului care își afirmă o identitate și o cultură locală exprimată prin sintagma «sunt de aici»’
M. Giacobbi și J. P. Roux prezintă spațiul rural și modul lui de relaționare, în următoarea schemă.
		Sursa: M. Giacobbi, J.P. Roux, Initiation a la sociologie, Hartier, Paris, 1990, p.93
În ultimele decenii, studiul mediului rural capătă nuanțe noi, J.L. Durand-Drouhin, L.M. Szwergrub, I. Mihăilescu, evidențiază patru modele mai importante de abordare sociologică a realității sociale:
•	modelul tradițional care consideră că satul este adevăratul păstrător al originalității unei culturi etnice;
•	modelul meliorist care pornește de la principiul că satul este insuficient de dezvoltat, de unde necesitatea de a fi ridicat la nivelul de confort și civilizație al orașului;
•	modelul ecologic care pune accentul pe rolul satului în dezvoltarea echilibrată a mediului;
•	modelul cronoregresiv care încearcă să explice cauzele evoluției istorice a satului. 
În cadrul concepției sale despre procesul istoric de transformare a modului de activitate și existență al țărănimii noastre, Dimitrie Gusti definește satul românesc ca o unitate de viață și trai: "satul nu este o asociație liberă de indivizi în care fiecare să se poată comporta după gustul său, ci o comunitate puternică de viață, un tipar și un factor de transformare și modelare". După Dimitrie Gusti, unitatea socială se manifestă în multiple cerințe de trai ale oamenilor, manifestările sociale sunt de atâtea faluri de câte sunt și trebuințele omenești, și anume: manifestări economice, adică privitoare la satisfacerea nevoilor de ordin material de hrană, adăpost, circulație, spiritualitate, adică privitoare la satisfacerea nevoilor de afirmare și orientare în lume și viață, cum sunt manifestările religioase, artistice și știintifice, moral-juridice, adică privitoare la reglementarea instituționalizării manifestărilor economice și spirituale; și, în sfârșit, politice, adică privitoare la modul de edictare și impunere a acestor reglementări și instituționalizări. În această optică, Dimitrie Gusti surprinde variante elemente ale cadrului sătesc, diferitele lui coordonate de ordin material și spiritual, aspecte juridice și politice, elemente de ordin suprastructural.
Considerând că mulțimea de informații strânse cu privire la sat  nu pot fi sintetizate decât dintr-o perspectivă sociologică, H.H. Stahl susține că nu trebuie să ne limităm la înțelegerea satului ca o "așezare umană pe un anume fel de teritoriu". După Stahl satul este o "unitate socială, adică o făptură socială, o ființă vie de natură specifică, organic închegată, având darul de a determina și apoi a topi laolaltă, într-un singur fapt de viață, toate aspectele particulare" 
El a dat o definiție multilaterală satului devălmaș românesc, care "este o formă de conviețuire socială, pe un trup de moșie, a unui grup biologic, deseori legat prin rudenia de ceată, trăind în gospodării familiale, asociate într-o obște care, prin hotărâri luate în adunările ei generale, are dreptul de a se amesteca în viața particulară a fiecărei gospodării, potrivit regulilor juridice ale devălmășiei și conform mecanismului psihic al obștei pe bază de tradiții difuze". Prin cercetările sale, autorul ajunge la concluzia că de fapt, nu există "Satul devălmaș românesc", în genere, ci numai "sate românești", aproape fiecare sat fiind o  "varietate originală", pe "aceeași temă".
Mai sintetic, Vasile Miftode, caracterizând satul și orașul ca medii specifice de existență umană, susține că satul reprezintă "o comunitate socio-economică relativ autonomă, alcătuită dintr-un conglomerat de gospodării individuale țărănești și dintr-o rețea specifică de statusuri și roluri legate de muncile agricole și de o anumită viață politică, morală și culturală". 
Fără intenția de a formula o nouă definiție în acest context, identificăm câteva repere care, pe lângă orientarea în conceptele din literatura de specialitate, constituie și un punct de vedere personal și oferă o bază de pornire pentru investigația concretă:
a)	satul ca formă de așezare în spațiul geografic;
b)	satul ca unitate socială care creează și protejează un mediu de viață specific.
Conceptul de sat desemnează, în primul rând, aspectele morfologice exterioare ale ruralului. Avem în vedere baza geografică, legătura indisolubilăcu peisajul natural de unde rezultă specificul satului de munte, de deal și de șes. 
Condițiile istorice dar și diversitatea geografică a teritoriului României, precum și dezvoltarea dezechilibrată a forțelor de producție pe teritoriu, dar mai ales ca urmare a varietății foactorilor socio-economici, au determinat o diversitate extremă a satelor cu nivel redus de dotare, cu un ritm lent al "vitezei de dezvoltare". Sesizând acest cadru complex de forme multiple, H.H. Stahl idetinfică o tipologie a satelor. Pornind de la organizarea economică și juridică a teritoriului sătesc, se disting: sate pastorale, sate mixte pastoral-agrare și sate agrare. 
Formulările de definiții, oricât ar fi de dificile, ne obligă să avem în vedere că satul are o seamă de caracteristici și funționalități care îi dau o notă specifică aparte. Astfel, satul, ca formă de așezare umană, unde predomină activitățiile economice, legate de agricultură, este privit, totodată și ca o categorie social-teritorială complexă. De fapt îl putem privi și prezenta ca o dublă realitate teritorială: atât prin locul de concentrare a locuințelor (vatra), cât și prin locul de muncă (moșia), ambele părți constitutive ale unei singure unități teritoriale – hotarul obștii – fiecare având roluri sociale economice bine gândite în viața colectivităților rurale. 
Luându-se în analiză consecințele raporturile dintre vatră și teritoriu, sociologii și alți specialiști au pus în evidență trei tipuri de așezări rurale: satul adunat, satul răsfirat și satul risipit. Prin adăugarea la acest model al formei și reliefului satului, literatura de specialitate consemnează alte tipuri de sat: adunat reveran, adunat de terasă, adunat de coastă, risipit de terasă, risipit de coastă etc. 
Au fost și alte încercări de a concretiza tipurile de așezări sătești  în care accentul s-a pus atât pe forma localității cât și pe factorul economic care favorizează apariția unui tip de sat într-un complex geografic. Dar, majoritatea specialiștilor susțin ca funcția economică nu poate fi suficientă pentru a clasifica funcțional asezările rurale, apărând necesitatea cunoașterii și precizării structurii sociale. Apare clar "că tipologia satelor este o problemă complexă ce se impune a fi analizată în intercondiționarea factorilor care o generează – economici, sociali, geografici, atât din punct de vedere a formei și structurii vetrei cât și din punct de vedere funcțional".
Studiile de specialitate evidențiază clasificările tipologice a satelor pe baza următoarelor criterii: 
•	după formă, structura cladită și rețeaua de drumuri: liniare (dezvoltate în lungul unor drumuri principale sau văi), tentaculare (dezvoltate de-a lungul unor văi sau drumuri), areolare (cu forme regulate, poligonale), risipite (fără rețea de drumuri, casele fiind răsândite pe mari întinderi), adunate (clădiri izolate cu loturi mari), compacte (construcții la strada cu balcoane lipite);
•	după funcțiuni economice: dominant agricole, industriale și agricole, balneo-turistice, cazare a salariaților neagricoli cu locuri de muncă în teritoriul înconjurător;
•	după cadrul natural: stare de șes, sate de zone de deal, sate de munte.
Luând în seamă importanța "vetrei" satului, sub aspectul semnificațiilor sale sociologice, vom stăruii ceva mai mult asupra acestora. În ceea ce ne privește, opinăm pentru susținerea ipotezei potrivit căreia "vatra satului" reprezintă o relitate cu semnificații care depășesc sfera determinărilor geografice concrete. În spațiul nostru lingvistic, termenul definește prima formă de instituționalizare a puterii comunitare, etapap incipientă, embrionară, decristalizare a unui sistem relațional primitiv, cu funcționalități rudimentare și arie restrânsă de manifestare în planul umanului. Totuși (și în aceasta constă importanța sa epocală), acest mediu a fost primul laborator de experimentare a umanului în ceea ce are el mai specific, sediul încercărilor și erorilor (errare-humanum est!) fără de care este greu de conceput că însemnul heraldic al speciei ar fi dăinuit peste milenii ("eu cred că veșnicia s-a născut la sat" caligrafia metamorfic un țăran ajuns cotă valorică a culturii și filozofiei românești).
Este mai presus de orice îndoială faptul că sedentizare nu se poate înțelege în afara unor cadre geografico-factologice, numai că aceste fapte sunt repere istorice tocmai în măsua în care încetează de a mai fi pur și simplu niște fapte singulare circumscrise unui mediu natural oarecare. Bunăoară, începutul practicilor productive este legat de valorificarea superioară a condițiilor solului, însă momentul în sine definește nu un act singular, ori regional, ci o nouă atitudine față de existență, o instituție teleologică a umanului. 
Deși în istoria problemei atunci când o analizeazăla nivel planetar specialiștii în domeniu o prefațează cu explicații erudite despre existența unor "sisteme sociale prosătești", specifice mai ales civilizațiilor nomande a căror lege fundamentală era sistemul de rudenie al spațiului etnografic românesc, considerăm noi, această etapă nu-i poate fi caracteristică, printre alte și pentru faptul că nu suntem urmașii unor strămosi nomanzi. Mult mai proprie nouă ni se pare a fi, pentru etapa în discuție, agricultura itinerantă bazată pe o "stăpânire locurească" faza în care factorul genealogic, deși puternic, înceta, treptat, să mai fiesingurul determinant. 
Conform afirmațiilor de apreciabilă pertinență stiințifică formulate de valoroși cercetători în demoniu, "agricultura itinerantă" însăși a fost precedată de forme discrete de teritorializare, a unor comunități genealogice mai restrănse în funcție de condițiile geografice. Astfel, germenii satelor pastorale ar fi fost sălașele și conacele, în câmpie ar fi predominat cătunele și odăile, în timp ce zonelor montane și celor pomi-viticole le-ar fi fost caracteristice crângurile, respectiv conacele și pivnițele de vin, acestea din urmă rămânând după formarea satelor asezări sezoniere, satelite vetrei satului. În urma unui îndelungat proces de generalizare a practicilor relaționale specifice fiecărui tip de ocupație în parte,și formalizarealor incipientă în interiorul chiar al microgrupurilor, contactele, până atunci sprodadice între aceste oaze de etnogeneză s-au amplificat contribuind la articularea, treptată, a continuumului etnic de mai târziu. Frecvența contactelor avidențiază mai puțin importanța factorului exogen în coerența praxiologică a comunității sătești ulterioare ți mai mult faptul că viațarelațională, din ce în ce mai socializată, a determinat o amplificare cantitativă și calitativă a sistemului nevoilor specific umane. Satisfacerea acestora precum și a altora noi și în continuă diversificare a adus pe primul plan instituționalizarea unor modalități unanim acceptate și utilitate de membrii comunitari. În acest mod coeziunea internă a comunității a crescut constituindu-se ca primă etapă în evoluția către formal a viitoarei obști sătești cu o structură funțională proprie în cadrul căreia abișnuințele, cutumele, datinile etc. vor sedimenta tradiția – acest adevărat zeu păgân ce va polariza practicile tuturor membrilor. 
Cum însă, aspectele economice au un rol bine definit în menținere a funcționalității sistemului social, toate aceste mutații au evenit în funcție de ritmul și gradul transformărilor corespunzătoare în planul sedentarizării. Mai precis, în relație deproporționalitate cu modul în care sedentarizarea a fost resimțită ca necesitate internă și scut comun de securitate colectivă. De aceea procesul de înstăpânire a unor zone geograficepropice vieții tipic umane au contribuit la apariția comunității devălmașe, forma socială inițială a satului românesc. Obiceiul pământului și datinile acționau în interiorul acesteia ca factori socializanți motivând valoric acțiunile atât în plan moral, spiritual și juridic. Instituțiile obișnuielnice (cutumiare) cercetate de istorici și sociologi  probează cu elocvența faptelor că în acest cadru putem identifica începutul obștii sătești care va cumula prerogative integrale asupra drepturilor de proprietate și folosință comună a unui anumit teritoriu. Tipic acestui moment poate fi satul  răsfirat în care factorul genealigic, deși preponderent, încetează de a mai fi exclusiv, întrucât apar elementele unei colectivități locale în plin proces de specializare sub presiunea satisfacerii unor trebuințe în permanență diversificare. Criteriul rudeniei, opinează specialiștii, orânduiește indivizii devălmași (composesori) înlănțuindu-i biologic, alcătuind spițe de neam în interiorul unităților sociale ce le-au adoptat, formă ce va supraviețui peste veacuri. 
Și la noi, deci, proprietatea comună asupra pământului în comunitățile gentilice și în obștile sătești formează, în realitate, punctul de plecare al oricărei istorii. Comunitățile sătești, sub auspiciile organizatorice ale obștei au cristalizat vatra satului ca permanență a istoriei locale cu multiple posibilități de dăinuire peste toate vicisitudinile conjunctuale. Fără să fi fost vreodată exclusiv gregară, individualitatea comunitară accede, astfel, la un stadiu superior de evoluție prin individul societal, care va construi și reconstrui permanent dimensiuni relaționare integratoare în spațiul social rural ce ar putea si reprezentat schematic ca în figura nr 1.  Fig 1.
EA1 –  structuri artizanale legate de meștesuguri (primii în ordine istorică) fierarii, cojocarii, vărarii, rotarii, oralii, fluierarii, cizmarii, cioplitorii în piatră și marmură, scărarii, lemnarii de furci, greble, dogarii, morarii, tăbăcarii;
EA2 – instalații mecanice pentru utilizarea forței valurilor de apă: mori, pive, dârse, vâltori
ET – structuri economice legate de producția exclusiv agrară.
Diversitatea producției ca reflex economic al diversificării nevoilor, a antrenat o multiplicare a posibilităților de contactare a microgrupurilor a căror treptată specializare facea imperios necesare apariția unor relații embrionare de tipul pieței. Arhitectura socială însă, avea, de acum, temelie trainică pe care să înalțe impunatorul edificiu al civilizației rurale.
Maturizarea tehnologică ulterioară pe care o vor înregistra grupurile artizanale precum și subordonarea producției acestora cerințelor eficientizării muncii agricole, vor aduce în prim-planul procesului de dezvoltare germenii viitoarelor industrii, fapt care arată că teritoriul comunității sătești furnizează atât mijloace de muncă, precum și locul  de așezare a colectivității în baza ei economică. Rămânând fundamental agricolă, colectivitatea tărănească locală, înregistrează o foarte importantă mutație în ceea ce privește distribuirea rolurilor și circumscrierii expensivității sociometrice a acestora, fapt pe care l-am putea reprezenta grafic prin următorul environement relațional din figura numărul 2.
```
fig 2
```

ET – structura de producție țărănească tradițională, ciclică exclusiv agrară
EA1 + EA2 – structurile simbiotice rezultate din confluența proxiologică a elementelor artizanale cu elementele mecanizării incipiente generată de nevoia stăpânirii și utilizării eficiente a forțelor de producție.
Ei – noile structuri ale producției industriale.
Prin această nouă constelație relațională evoluția colectivităților locale a fost definitiv scoasă din fluxul spontanului, această emancipare concretizându-se structural prin susrse proprii, endogene de dezvoltare, așa cum rezultă din figura nr.2.
Pe un alt plan, trecerea de la economia de autosubzistență la economia de schimb, fie el și în natură prin troc, a însemnat trecerea la constituirea unei noi colectivități. Raza celei locale s-a mărit întâlnind alte structuri mai mult sau mai puțin similare și această nouă priză de conștiință a determinat formularea unui spațiu social regional în care va crește structural colectivitatea regională ce va sta la baza viitoarelor domenii, țări, cnezate și voievodate.
Simultan cu aceste importante prefaceri de ordin extensiv, au continuat fără întrerupere semnificative procese și de ordin intensiv, adică în interiorul microgrupurilor. Aici, prosperitatea economică induce relativă autonomizare prin apariția familiei ca principal agent de producție, stăpânirea în devălmășire fiind înlocuită cu stăpânirea terenurilor prin delnițe, respectiv succedarea ereditară a dreptului exclusiv de utilizare a unei parți din trupul obștii (ocini, urice). Aspectul, deși foarte important pentru că a stat la baza apariției unui nou tip de sat, satul cu case răzlețe rămâne complementar tipului de viață comunitară care a fost esențial reprezentativă pentru poporul român, exemplificând astfel, cu dovezi irefutabile, baza trainică a conștiinței noastre etnice, unitare. Noul element, confirmă și în acest domeniu dialectica unității în diversitate.
Învingător, deci, în lupta cu natura, omul a rămas în continuare, pe baricade în lupta pentru a-și câștiga propria sa natură, socializarea fiind un proces complex, contradictoriu și secondat de aportul conjugat al descoperirilor din stiința și tehnica vremurilor viitoare. Pentru a crea premisele adecvate schițării dezvoltării ruralului românesc, oprindu-ne acum la aceste momente ale constituirii lui, considerăm absolut necesar să insistăm puțin asupra efectelor revoluției stiințifico-tehnice în spațiile teoretice și practica aferentă satului nostru. Nu inainte însă de a rezuma dimensiunile extensive și intensive ale dezvoltării ruralității noastre conform schiței din figura următoare:
```
 fig. 3
```

Satul, ca formă originară de comunitate umană și-a dovedit un imens potențial de continuitate și progres uman. Istoricii și sociologii au remarcat faptul că apariția și ridicarea civilizațiilor antice își au explicația în mutațiile intervenite în structurarea satului. 
O trăsătură esențială a satului este polivalența și multifunționalitatea, de unde rezultă caracterul său de matrice care generează permanent modalități fundamentale de structurare. Polivalența satului are o mare anvergură în plan diacronic și sincronic.
Este evident că satul, pe lângă faptul ca a fost prima formă istorică de așezare a oamenilor în spațiu, se dovedește a avea o deosebită rezistență față de toate provocările urbanului. Dimensiunile sale reduse ca întindere și populație, explică capacitatea lui de adaptare în condițiile unei variabilități accentuate. Rezultă de aici o multitudine de valențe și sensuri, unele dintre ele ancestrale. Conservându-și funcția de leagăn al umanității, satul se prezintă nu doar în literatură, ci și în proiectele sociale ale prezentului și viitorului ca o veritabilă oază de loisir.
1.2. Ruralul – definire și delimitări teoretice
Cercetarea spațiului rural reprezintă o activitate complexă de importanță vitală pentru orice națiune,atât prin dimensiunea sa, cât și prin ponderea populației ocupate în agricultură și celelalte sectoare de activitate. Comisia de agricultură și dezvoltare rurală a Consiliului Europei apreciează că spațiul rural al Europei reprezintă 85% din suprafața sa totală și afectează direct sau indirect mai mult de jumătate din populația europeană. Importanța ruralului, prin recunoașterea sa unanimă tinde să devină "Cartea de vizită" a unei națiuni; "Tot mai multe tări, Consiliul Europei și Uniunea Europeană au ridicat problema spațiului rural la nivel de politică europeană și comunitară. Adunarea parlamentară a Consiliului Europei a adoptat Recomandarea 1296/1996 cu privire la Cartea europeană a spațiului rural – document cadru, politic și juridic al amenajării rurale în Europa".
În încercarea de a evalua spațiul rural românesc în contex european, vom ilustra ce înseamnă aceasta pentru Franța, țară care prezintă unele similitudini cu noi. Rezumându-ne doar la indicatorul referitor la suprafața rurală a Franței, așa cum este prezentată aceasta în tabelul nr.1, constatăm  că și în 1990 spațiul rural continuă să aibă cea mai mare pondere (88,7%) din suprafața totală a țării. Se observă, de asemenea, că deși în perioada 1910-1990 suprafața agricolă se reduce la 11,9% suprafața rurală pe ansamblu (tereb agricol, păduri și teren necultivat) rămâne relativ aceeași (reducerea suprafeței agricole estecompensată de creșterea suprafeței pădurilor).
										Tabelul 1.
```
	Evoluția structurii suprafeței Franței în secolul al XX-lea
```

Anii	Agricol	Păduri	Necultivat	Neagricol	Total
	mil.
ha	%	mil.
ha	%	mil.
ha	%	mil.
Ha	%	mil.
Ha
1910٭
1950
1970
1980
1990	36,5
33,5
32,5
31,7
31,3	69,9
60,7
59,2
57,7
57,0	9,9
11,3
13,8
14,6
14,7	18,6
20,5
25,1
26,6
26,8	6,6
5,7
3,6
2,8
2,7	12,5
10,3
6,6
5,1
4,9	٭٭
4,7
5,0
5,8
6,2	٭٭
8,5
9,1
10,6
11,3	53,0
55,2
54,9
54,9
54,9
- Nu este cuprinsă suprafața Alsaciei și Lorenei
- Cuprinde și suprafața neagricolă.

Dintr-o perspectivă diacronică, spațiul rural românesc devodește o certă capacitate de conservare. Așa cum rezultă din datele tabelului 2, se contastată asemănări între structurile terenurilor din cele două tări. De exemplu, în anul 1990, ponderea pădurilor în suprafața totală (26,8%) este egală, iar ponderea pământului necultivat este relativ apropiată (4,9%în Franța și 4,8% în România). Pe de altă parte, remarcăm și deosebiri; dacă ponderea terenului agricol în Franța se reduce cu 11,9% în perioada 1910-1990, în România,într-o perioadă mai scurtă (1938-1990) se reduce cu numai 1,1%
									Tabelul 2
Evoluția structurii suprafeței României între 1938-1990
Anii	Agricol	Păduri	Necultivat	Neagricol	Total
	mil.
ha	%	mil.
ha	%	mil.
ha	%	mil.
Ha	%	mil.
Ha
1938
1950
1960
1970
1980
1990	15,01
14,32
14,55
14,93
14,97
14,76	63,2
60,3
61,3
62,8
63,0
62,1	6,48
6,45
6,40
6,32
6,34
6,37	27,3
27,1
26,9
26,7
26,7
26,8	0,84
0,85
0,76
0,79
0,80
1,13	3,5
3,6
3,2
3,3
3,4
4,8	1,43
2,14
2,05
1,72
1,65
1,50	6,0
9,0
8,6
7,2
6,9
6,3	23,76*
23,76
23,76
23,76
23,76
23,76
- Suprafața României recalculată după pierderea Basarabiei și a Bucovinei.

Sursă: Păun I Otiman, op.cit., p. 18.
Dacă pentru cei care se ocupă de analiza limbajului ruralitatea este un atribut al satului, sociologii se străduiesc să-i identifice particularitățile. Se apreciează astfel că în timp ce satul se referă în mod preponderent la caracteristica lui de așezare umană, ruralul "sugerează ansamnlul spațiului în care sunt situate satele, raporturile lor de interdependență și specificitatea ecologică a «zonelor fizice» sătești.
Spre deosebire de termenul sat care este mai potrivit pentru studiul geografic și analiza economică, conceptul de rural aducând în prim plan aspectul de globalitate și interdependență, se pretează evidențierii funcției sistemice a demersului sociologic. Ruralul poate fi determinat teoretic prin diferențierea unor aspecte caracteristice. Sunt menționate astfel patru repere importante:
•	economice, raportate îndeosebi la specificul muncii agricole;
•	ecologice, depinzând de tipul de localitate, mediu geografic, distanța până la cel mai apropiat oraș;
•	demografice, corespunzătoare numărului redus de locuitori și structurii pe vârste și sex;
•	cultural afective, referitoare la nivelul de pregătire, orizonturi de cunoaștere, atitudini, opinii, idealuri și valori.
În studiile de specialitate analiza științifică, sistematică, a ruralului modern, este precedată de cercetarea ruralului tradițional. Această formă de ruralitate este privitp mai mult ca un rezultat al procesului de trecere de la primele cupații ale omului (culegătorii, vânătorii), la cea de agricultori. Această transformare ocupațională nu s-a putut reliza decât în condițiile sedentarizării grupurilor de oameni și a dezvoltării relațiilor de rudenie și vecinătate. Henri Mendras a constatat că principalele trăsături ale acestui tip de rural sunt autarhia și omogenitatea culturală. Autarhia este înțeleasă ca o calitate definitorie a ruralului tradițional care constă în esență într-o organizare sistematică a modului de viață care asigură supraviețuirea și continuitatea. Analitic, autarhia cuprindea domeniile: economic, matrimonial, religios și cultural. După sociologul francez autonomia avea la bază principiul care fiecare familie de dăteni să fie capabilă să-și asigure subzistența. Din punct de vedere matrimonial, o trăsătură semnificativă a ruralului tradițional constă în alegerea soției din "imediata vecinătate". Serviciișle religioase aveau în principal menirea de a întări solidaritatea rurală asiguându-i acea unitate indestructibilă care impresionează și astăzi. 
Principiul autarhiei se corelează cu principiul diversificării ocupaționale. Limitele restrânse ale vieții nu admit decât o redusă diviziune a muncii și de aici obligația ca fiecare membru să execute un număr mare de activități diferite, unele epuizate fizic, pentru a-și satisface un minim de nevoi. 
Înțelegerea particularității ruralului este facilitată de valorosul tezaur terminologic al sociologiei clasice. 
Specificul social al ruralului poate fi analizat și explicat apelând și la conceptele durkheimenieni de solidaritate mecanică și organică. Adoptând limbajul lui Durkheim putem accepta, în anumite limite, că ruralul se cristalizează în jurul unei conștiințe colective unice, în timp ce urbanul implică mai multe credințe colective diferențiate. Membrii comunitățiirurale sunt asemănători după ocupație (majoritatea practică agricultura) în timp ce urbanul favorizează la maximum diviziunea socială a muncii.Este interesant de observat că ruralul contemporan împrumută unele atribute ale "solidarității organice", cele mai riguroase găsindu-se, în prezent, nu în mediul rural, ci în marile metropole. Vechea ierarhie rurală întemeiată pe credințe religioase și obiceiuri ancestrale esre erodată de valul de liberalism adus de cultura și mass-media contemporană. În schimb, tăranul satului contemporan se bucură de o libertate individuală și economică mai mare deoarece este afectat mai putin de pneuria de alimente și creșterea aberantă a prețurilor bunurilor de consum. 
În demersul nostru, vom reține în exclusivitate datele concrete care definesc ruralul satului Moșnița Veche, parametrii care stau la baza proiectelor de reconstrucție a ruralității acestei localități, în conformitate cu proiectele manageriale ale actualei echipe manageriale constituite în urma celui mai recent exercițiu electoral (2008) și vom avansa câteva sugestii privind optimizarea facilităților la cote europone cu precizare că nu pledăm pentru urbanizarea ostentativă a ruralulu, ci doar pentru o modernizarea acestuia la standardele europene.
2.	Început de biografie
2.1. Resursele identitare ale localității; etimologie]
Ca așezare tipic bănățeană, Moșnița Veche poartă în aria etnogenezei sale, până în zilele noastre, efectele agregate ale unei istorii complexe în care elementul etnic s-a conjugat benefic cu cel lingvistic instituțional contribuind la cristalizarea interculturalității Banatului românesc, recunoscută ca "experiment social reușit"  și posibilă paradigmă pentru o Europă Unită.
Situată pe marea vatră a civilizației tracice și getodacice, a asimilat, desigur, toate influențele așezărilor romane din partea de est a ceea ce urma să devină, peste secole, Timișoara de astăzi. După cum se stie (Al. Borza, Banatul în timpul romanilor, 1934) în epoca prefeudală, Banatul făcea parte din Principatul Transilvaniei iar după razboiul austro-turc din 1716, Timișul și Banatul au trecut sub autoritatea administrativă a imperiului habsburgic, administrarea militară a Banatului de Timișoara durând până în 1751, când s-a transferat într-o administrarea civică, adică s-au cristalitat instituții structural și funcțional compatibile cu cele similare în Europa Occidentală.
În 1778 Principia Banat (care pe vremea aceea cuprindea și o parte din Serbia și Ungaria de astăzi) din ordinul Împărătesei Maria Tereza a fost împărtită în mai multe comitate și încorporate Ungariei. În anul 1880, prin Documentul rămas in istorie sub numele de "Urbarium Banaticum", se reglementau, pentru prima dată, raporturile dintre feudali (o mare parte dintre ei Coloniști împroprietăriți de Împeriu) și iobagi. În acest registru de etnogeneză se-nscrie și structurarea comunității sătești Moșnița care a suferit și consecințele Ordinului lui Iosif al II-lea referitor la vânzarea prin licitație a domeniilor din Banat. 
Etimologic , tradiția locală apreciează că numele s-ar fi obținut de la un oarecare Moș Ioniță (Moșnița), a cărui autoritate morală i-ar fi conferit calitatea de elită, dar în izvoarele istorice germane sau maghiare numele localității apare cu scriere germană – Moschniza, sau maghiară – Mosnitza; în 1891 istoricul Fenyes numind-o chiar cu numele de Mosnicza.
Vatra inițială a satului corespunde locului care astăzi poartă numele de Sat Bătrân, lângă pârâul Subuleasa, ale cărui frecvente inundații au obliga locuitorii să-și amenajeze un mare amplasament cunoscut sub numele de Moș Basani (sau Bădani), fapt care explică denumirea de Băseni pentru o mare parte a comunei de astăzi.
2.2.  Repere identitare din Antichitate
Deși prima atestare documentară datează din perioada 1332-1337 când, localitatea apare pe una din listele de zecimală papală în care se consemnează activitatea preotului Nicolaus de Monisa (indicând în localitate, existența «și» a unei comunități catolice), experții de talia profesorului Medeleț  apreciează că toponimul Bașani sau Basani amintește de vechi așezări pecenege din Banat precum Besenova. 
	Același valoros cercetător consemnează faptul ca la Est de actualul sat (Dealul Prigarui aflat la 500 m de arealul satului) s-au descoperit urmele unor vechi așezări omenești plasate ca timp în epoca neoliticului târziu.
	La Nord-Vest, pe locul numit Satul Bătrân se află în prezent niște movile, declarate monumente istorice, aflate în evidența Secției de Arheologie a Muzeului Banatului, care pot fi valorificate prin viitoarele descoperiri arheologice. 
	La Est de sat, între Moșnița și Bucovăț pe axa Nord-Sud se ridică "valurile romane" pe vechiul loc cunoscut sub numele de Iarc. Aceste valuri sunt, apreciează prof. dr. Florin Medeleț o continuare a unor valuri ce își au începutul în actualul județ Caraș-Severin și se continua spre nordul județului Timiș, pănâ la Mureș. Cu toate că se numesc "valurile romane", datarea în timp nu poate fi precizată polarizând controverse între specialiștii care consideră că aceste "valuri" ar fi romane, sarmate, respectiv construite de avari.
	În anul 1887, în timpul unor săpături efectuate de o echipă de arheologi conduși de Albert Iavorski, s-a găsit un picior perforat de fructieră, datând din perioada culturii Tisa – izvor prețios al interculturalității multiseculare din această parte a Europei. Ca urmare, așezarea a fost plasată, cronologic, în perioada neoliticului târziu și în perioadade trecere spre epoca bronzului, datând din a doua jumătate a mileniului al III-lea î.e.n.
	În zona, numită în prezent Prunii Mari spre Pădurea Bistra, s-a descoperit o așezare nolitică finală, lucrările arheologice scoțând la iveală un topor perforat de piatră slefuită datat din aceeași epocă a mijlocului mileniului al III-lea î.e.n.
	Tot în urma unor săpături arheologice efectuate în secolul al XIX-lea pe vatra actualului sat s-a descoperit un fragment dintr-o sabie de bronz, confirmându existența unei așezări neolitice și din epoca bronzului. Datarea acestui fragment de sabie a fost apreciată ca fiind din anul 1200- 1100 î.e.n.
	În anul 1934, tot în urma unor săpături  pe actuala vatră a satului s-a găsit un denar republican roman, emis de C. Plautius Plancus, în anul 47 î.e.n., iar alte săpături au scos la iveală mai multe monede romane datând din secolele II – III e.n., una dinre acestea purtând efigia Împăratului roman Gordian al II-lea.
	La 30 mai 1934, cetățeanul Nicolae Comloșan din Ciarda Roșie când, întâmplător, scotea lut pentru cărămidă din propria grădină, a descoperit un mormânt sarmatic de înhumație evaluat de arheologi ca fiind al unei femei, deoarece conținea 423 (1/4 kg) mărgele de sticlă colorată, o cană mică de lut lucrat la roată, lama oxidată a unui cuțit mic de fier, 2 fragmente de broșe bronz și o brățară de bronz datând din secolele II – III e.n.
	Surse istoriografice maghiare datează ca sigur faptul că Generalul maghiar Bem, la 1849 și-a așezat tabăra lângă pădurea Bistra, pe lacul numit în prezent Săliște. 
	Dincolo de tot ceea ce a fost și mai rămâne, totuși controversabil în izvoarele (incomplete) arheologice disponibile, avem o certitudine: localitatea Moșnița, în întreaga sa existență istorică și dincolo de formulele administrative ale gestionării resurselor sale materiale și umane a trezit interes pentru poziția sa geostratetigă și pentru potențialul său economic, un potențial care merită a fi revalorificat în noul context al reeuropenizării acestor teritorii aflate acum în aria geopolitică a României europene de astăzi.
2.3. Cronica, abreviată, a localității Moșnița Veche
În anul 1333 – Localitatea este menționată pentru prima dată în listele de zeciială papală sub denumirea de MONIȘA, apoi, timp de 357 de ani, nu s-au găsit documente în care să fie menționată existența localității.
1690 – Existența satului în perioada dominației otomane este atestată în însemnările lui MARSIGLI, în care se menționează că MOSNITZA era o așezare aflată în părțile Timișoarei. Vatra satului era așezată pe locul numit azi "Satul Bătrân", loc supus inundațiilor pârâului Subuleasa.
1717 – Conscripția localităților Bănățene întocmită de austrieci, amintește de satul MOSCHNITZ cu 50 de case, ceea ce înseamna că, spre sfârșitul ocupației  turcești era o așezare bine populată.
1718 – Ca urmare a cuceririi Banatuluide austrieci, Moschnitz ajunge proprietatea curții habsburgice, situația care se va menține până în a doua jumătate a sec. XVIII.
1723 – Pe harta Banatului-Timișan întocmită sub guvernământul lui FLORIMUND MERCY, satul Moschnitz figurează în districtul Timișoara cu simbolul de "sat locuit". 
1743 – Conscripția camerală amintește Moschnitz, în localitățile din districtul Timișoara. Se specifică faptul că este sat locuit de români, care în acel an au plătit eroriului  o contribuție  de 735 de forinți, precum și53/1/2 unități de dare pe cap și 38 ½ unități  de dare pe avere.
1761 – Pe harta oficială a Banatului Timișan Moschnitza figurează cu simbolul de sat locuit de o populație ortodoxă.
1767 – Statisticaparohiilor și a preoților din dieceza Timișoara, ne arată că Moschnitza era comună mare, cu trei parohii, preoti fiind: NICOLAUS TOMICS, GREGORIUS MILESOVICH, IOANNES ILIEVICH, toti trei români,originari din Banat, ultimii doi născuți chiar în localitate. Exista chiar și o bisericuță de lemn. 
1772 – Pe harta militară a Banatului, Moschnitza figurează în cercul Timiș, cu 235 de familii și un hotar de 6231 de jugăre și 927 de stânjeni.
1776 – Pe harta Banatului Timișan întocmita de Fr. Grisellini figuraseră două localiăți: Neu Moschnitza (Moșnița nouă) și Alt Moschnitza (Moșnița Veche). În domumentele timpului însă, este amintită o singura localitate: Moschnitza. Aceasta era constituită din 101 case – după alte izvoare 105, și avea 2 parohii, preoți fiind: NICOLAE POPOVICI și IANNAS ILIEVICI. Într-un memoriu se solicită rechizite școlare pentru scoala locală, ceea ce determină pe istorici să considere că în sat exista o scoală românească. Într-un raport din 1777 al directorului școlar din Timișoara, Teodor Iancovici a adesat guvernului o propunere de a se înființa la Moschnitza o școală ceea ce infirmă existența ei anterioară în 1776.
1777 – Localitatea avea 1300 de locuitori români. 
1778 – Moșnița ajunge din punct de vedere politico administrativ sub stăpânire maghiară, continuând însă să constituie proprietatea eroriului.
1781 – Domeniul Moșnița este vândut lui SZENT KIRJAK GYORGY pentru suma de 68.161 florini. Cumpararea s-a făcut prin licitație, care s-a ținut la Viena.
1783 – Pe harta cu noua împărțire politico-administrativă a Banatului, Moșnița se află în comitetul Timiș.
1786 – I.M.KARABINSKY în lexiconul său, arată că localitatea se afla la ½ mile de Timișoara fiind situată într-o pădure. Locuitorii erau români care se ocupau cu negoțul de lemne. 
1788 – În această perioadă în sat a funționat o școală, în care predarea s-a făcut în limba română. Numărul elevilor înscriși era de: 12 -1788/1789; 21 1791/1792; 32 1795/1796 și 32 1801/1802. Prezența lor însă era slabă
1791 – Mosnicza figurează în documente din nou în rândul domeniilor aparținând curții habsburgice
1812 – Se reface biserica din lemn. Locuitorii sunt mutați pe actuala vatra asatului, pierd dreptul de proprietateasupra "Satului Bătrân" și a hotarului acestuia, dându-li-se însă drept urbarial asupra pădurii de lângă sat. 
1828 – Statistica oficială amintește încă existența localității Mosnicza Veche.
1839 – Moșnița este descrisă ca fiind un sat românesc cu 1148 de ortodocsi și 36 de catolici, cu un hotar împărțiț în 35 6/8 – seși, iobagiale. Locuitorii cultivau și tutun; probabil cei câțiva catolici coloniști așezați aici. 
1843 – In sematismul greco-neutriților de la BUDA, se arată că localitatea numără 1219 ortodocși, că metrocolele erau întocmite din 1779, ca învățător era Vicentia Cernet, care prea la 24 de elevi. Preoți în comună erau Ioan Ilievici și Trifon Popoviciu. Mosnita se numește în această statistică BASAN. Aceasta denumire este legată de tradiție, conform căreia, ăntemeietorul Moșniței din "Satul Bătrân", anume Moș Ioniță, s-a mutat aici cu ai săi din cauza inundațiilor. Pe acest loc, noua vatră a satului, l-a găsit pe Moș Bașani cu familia sa. Azi o parte din comună poartă încă numele de Bașani, localitate care figurează și în hărțile militare ale timpului cu denumirea de BASENY.
1853 – Pe harta voievodeinei sârbe și a Banatului Timișan, Mosnicza este o comunăde români; în cercul Timișoara, circumscripția Timișoara.
1863 – Sunt 1322 locuitori. 
1870 -  Localitatea numără 1186 de suflete, din care 1056 – ortodocși, 107 catolici, 2 greco-catolici, 3 evanghelici și 18 evrei.
1880 – În comună se înființează un cor bărbătesc condus de țăranul Vasile Crîșmaru, zis Moș Cicu, care a urmat școala de dirijat coruri de la Chizănău. Ulterior, el a fost întemnițat de autoritățile maghiare pentru activitatea naținală desfășurată cu corul său. Condamnarea se datora cântecului "Ștefan, Ștefan, Domnul cel Mare".
1884 – Moșnița avea 1175 locuitori, din care 1075 romani, 67 germani, 28 maghiari, 3 slovaci, 2 sârbi.
1896 – Proprietarul domeniului era conteleGYURZ ABRAHAM.
1889 – Comuna prezenta următoarea situație agricolă:241 gospodării țărănești, 6745 jugăre de teren, din care: 1961 – pământ agricol, 146 – grădină, 1 – vie, 388 – pășune, 3271 – pădure, 198 – pământ neproductiv, 603 – pomi fructiferi și un lot de animale format din: 449 – vite cornute, 117 – cai, 350 – porci, 489 – oi, precum și 1780 – păsări și 36 de stupi. 
1890 – Moșnița Veche era reședința de comună, făcea parte din Comitatul Timiș, districtul Timișoara și avea 1175 de locuitori
1900 – Documentele de arhivă certifică existența a 1180 de locuitori. 
1904 – Până la această dată, satul era înconjurat de pădure. Începând cu 1903 s-a îănceput tăierea pădurii. Pe locul defrișat au fost aduși circa 800 de coloniști maghiari din comitetul Bekeș, orașul Szentes. Pentru noii veniți  s-au construit 70 de case, în valoare de 7940 de coroane. Noua colonie va constitui ulterior satul Moșnița Nouă. Tăierea pădurii s-a făcut fără consințământul populației, încălcându-se drepturile urbariale asupra pădurii obținute în anul 1820. 
1907 – În localitatea Mosnita Noua s-a ridicat actuala biserica reformata
1910 – Mosnita avea 1890 locuitori impreuna cu Mosnita Noua, 379 de case, poștă în localitate, telegraful și gara laUrseni.Proprietarul domeniului era contele Serenyy Ianoș.
1912 – În satul Moșnița Veche s-a construit actuala biserică ortodoxă.
1914 – Numeroși locuitori au luptat pe fronturile primului război mondial, un număr de 31 de români pierind pe câmpul de luptă. În 1920 s-a ridicat primul monument al eroilor din Banat existent în curtea actualei Biserici și printre primele monumente din țară. 8 locuitori ai Moșnișei au luptat ca voluntari în armata română. În toamna anului 1918 s-a înființat o gardă națională condusă de Petru Cuzma. La Marea Adunare Națională de la Alba-Iulia din 1 decembrie 1918, comuna Moșnița a fost reprezentată de învățătorul George Caba, preotul Ioan Ilioviciu și de țăranul Vichente Iovănuț.
1921 – Localitatea Moșnița făcea parte din județul Timiș, era reședința de comună și avea 2208 locuitori cu Moșnița Nouă.
1922 – Se înființează Casa Națională Moșnița.
1930 – 944 locuitori din care: 856 români, 32 maghiari, 40 țigani, și 16 alte naționalități. 
1935 – Moșnița facea parte din judetul Timiș – Torontal, plasa Chișoda, era reședință de comună, iar cu Moșnița Nouă numara 2329 locuitori. 
1966 - Localitatea aparține regiunii Banat, raionul Timișoara, avea 877 locuitori și era ultimul an când mai era reședința de comună. În acest an sediul comunei s-a mutat la Moșnița Nouă, ca urmare a noii împărțiri administrativ teritoriale a țării. 
1972 – localitatea făcea parte din jud. Timiș, avea 1047 de locuitori și aparținea comunei Moșnița Nouă. 
1977 – 1214 locuitori
1984 – 1124 locuitori
1988 – Localitatea este decretată de dictatorul Nicolae Ceaușescu "Aleea Moșnița Veche" și figurează în planul de sistematizare urmând să fie demolată.
1989 – Odată cu Revoluția Română din 16-22 decembrie planurile de sistematizare se anulează, satul devenind localitate de sine stătătoare, făcând parte din comuna Moșnița Nouă și având 1301 locuitori.
Efectivele de animale erau următoarele: 
Total = 2250 capete, din care: 176 vaci, 1260 oi, 760 porci  și 54 de cai.
1993 – S-au împlinit 660 de ani de atestare documentară a localității Moșnița
În prezent  Moșnița Veche face parte din structura Comunei Moșnița Nouă, în a cărei componență mai intră Albina, Rudicica și Urseni. 
Actuala echipa managerială își propune să reconstruiască, prin recuperarea memoriei colective a localității, structurile adminitrative originale care i-au conferit profil identitar vechei localități Moșnița Veche, prima comunitate, în ordine istorică, dintre cele care în prezent alcătuiesc comuna Moșnița Nouă.
2.4. Repere statistice ale istoriei satului Moșnița Veche
În documentarea din data de 7 iulia 2008 de la Muzeul Banatului, echipa de proiect a primit, prea completarea băncii de date referitoare la memoria instituțională a localității Moșnița Veche baza de date nesintetizată pe care le prezentăm neprelucrate din două cauze: 
1.	Dorim să fim cât mai convingători în susținere tezei conform căreia au mai existat tentative de redactare a unei monografii dar din nefericire, nu s-au finalizat chiar dacă obiectivele trecutelor demersuri nu depășeau ascpectele preponderent sau exclusiv istorice.
2.	Dorim să oferim posibilitatea confruntării datelor existente la Muzeul Banatului din Timișoara cu cele care se vehiculează în memoria colectivă a comunității Moșnița Veche.
Moșnița
În anul 1839 comuna are 1148 ortodoxi și 36 catolici.
În anul 1843/1844 are 1219 locuitori.
În anul 1851 are 1136 ortodoxi.
În anul 1863 are 1322 locuitori.
În anul 1870 are 107 catolici, 2 greco-catolici, 1056 ortodoxi, 3 evanghelici, 18 evrei și 1186 locuitori.
În anul 1890 are 1075 Români, 28 Unguri, 67 Germani, 3 Slavi, 2 Sârbi, 1175 locuitori
În anul 1900 are 1180 locuitori.
În anul 1910 are 1896 locuitori.
În anul 1930 are 856 Români, 40 Țigani, alții 16 și 944 locuitori.
Se află în județul Timiș-Torontal, plasa Centrală, în vecinătatea comunelor Timișoara, Ghiroda, Bucovăț.
Moșnița de azi, se pare a fi Monisa amintită în listele de zeciială papală din anul 1332-7. După aceste liste ,comuna are parohie în dieceza Cenadului, arhidiaconatul de Timiș. Aceasta ar fi cea dintâi dar și singura dovadă despre existența comunei în Evul Mediu. În epoca ocupațiunii turcești, comuna există, pentru că însemnările lui Marsigli din 1690-1700, dau Moșnița, comună situată în jurul Timișoarei. Conscripția din anul 1717 ,dă comuna Moschniz cu 50 case, în districtul Timișoarei. Harta lui Mercy din 1723, are Moschniza, în districtul Timișoarei. În harta lui Griselini din 1776 e Moschnitza. În dicționarul lui Korabinszky: Moșnița la ½ milă de la Timișoara, o pădure, având locuitori valahi, care se oupă cu negoțul de lemne. Comuna a fost cumpărată de Kyryak cu 70.000 florini, în anul 1781.
Tályi: Moșnița,în comitatul Timiș.
Fényes Elek: Moșnița, comună valahă cu 36 catolici, 1148 gr.neuniți, care 336/8 sesiuni iobagiale. În hotarul comunei se cultivă tutun.
	După tradiție, care e vie în gura poporului, întemeietorul comunei Moșnița a fost Moș Ioniță. Comuna, înainte de Moș Ioniță, era așezată pe locul nuumit azi Satul Bătrân, lângă pârâul Subuleasa. Fiindcă vechea comună era deseori inundată, Moș Ioniță 
s-a mutat în locul de azi. La o depărtare de 1 km de Satul Bătrân, unde întâlnește pe Moș Bașani cu familia sa .De la acest Moș Bașani, se numește și azi o parte a comunei Băcăni.
În hărțile militare găsim numirea Baseng.
Moșnița a fost, până mai deceniile trecute,încojurată de păduri.Prin anul 1903 s-a început tăierea acestora și crearea unui sat nou,din coloniști unguri aduși din comitatul Békés și din orașul Senteș.În acel an s-au zidit 30 case pentru acești coloniști.Fiecare primește câte 24 jugh. cu prețul total pentru 70 case de 7940 coroane.Așa se întemeiază comuna de coloniști maghiari reformați:Moșnița Noua.
Lacurile: Prigoriu, Sărămpău, Săliște, Livezi, Costăzi, Șarta, Űberland, Zăbran, Lunca,  Sălașe, Satu Bătrân, Viile, Bistra.
Râuri: Timiș
Pâraie:Subuleasa, Bistra, Rătul lui Ivașcu, Râtul lui Barcu, Râtul Dracului.
Baltă: Cârna.
Suprafața hotarului e de 3280 jughere cadastrale din care 432.1455 jughere padure.
În anul 1843 , numărul ortodoilor era 1219 , a perechilor căsătorite 274 iar al elevilor 26. Parohia are materiale din anul 1779. Preoți în anul 1843 erau Ioan Ilievici și Trifon Popoviciu, capelan Pantelimon Ilievici, iar învățătorul Vincenție Cerneț. Moșnița  se numea după statistici și Bașan.
	În anul 1879 se înființează în comună un cor bărbătesc sub conducerea agricultorului Vasilie Crâșmariu zis Moș Cicu,a fost întemnițat de către unguri,pentru instruirea cântecului: Ștefan Ștefan, Domn cel Mare.
	În timpul războiului mondial,au luat parte ca voluntari în armata română: Vichenție Crâșmariu, Ion Munteanu, Ion Bistrianu, Iosif Stoia, Petru Arapu, proveniți din captivitatea italiană, Surdu Ioan, Urdă Ioan (anexa3), Belințan Eftimie din cea rusească.
	În toamna anului 1918,soldații reîntorcându-se de pe front, s-au purtat în cea mai perfectă liniște. Fiind însă temeri, că garda maghiară fiind în Timișoara va face incursiuni în comună, conducătorii în frunte cu preotul Ion Ilioviciu, au înființat o gardă națională română, sub comanda lui Petru Cozma.
	Garda funcționează până la intrarea în comună a armatei sârbești.
	La adunarea de la Alba Iulia din 1decembrie 1918 au luat parte preotul Ioan Ilioviciu, învățătorul George Caba și agricultorul Vichenție Iovănuț.
	Sârbii, în timpul ocupațiunii s-au purtat cât se poate de sever,dând naștere la mai multe conflicte.
	Eroii comunei sunt: Vichenție Pascu, Ioan Pascu, Ioan Dumitru, Ioan Graur, Damaschin Regep, Ioan Iovănuț, Vichenție Sepețan, Gheorghe Libia, Vichenție Goleț, Pavel Surdu, Iosif Iovănuț, Pantea Lința, Ioan Catrîna, Vichenție Crâșmariu, Ivan Raicu, Gligor Gorun, Vichenție Iovănuț, Petru Tanascu, Iosif Dumitru, Ioan Crâșmariu, N.Icozan, Ioan Cuzma, Petru Burta, N.Iovănuț, Damaschin Ioan, Nițu Ioan, Iosif Ioan, N.Damian, Iosif Iovănel, N.Călușeru.
	Întru amintirea eroilor, s-a ridicat un monument în curtea bisericii, din contribuțiile benevole ale locuitorilor comunei.
Anexe
Anexa 1. Lista preoților 1777 - prezent
Lista preoților din Moșnița Veche
1777-prezent
Ioan Iliovici	1777-1798
Nicolae Popovici	1781-1793
Petru Popovici	1796{1805}-1810
Mihail Pavlovici	1807-1828
Gheorghe Pava	1829-1832
Ioan Iliovici	1810-1818
Trifon Popovici	1832{1838}-1873
Pantelimon Iliovici	1833{1840}-1843
Ioan Iliovici-Popovici	1843-1848
Constantin Bărbulescu	1843{1844}-1865
Procopiu Martin	1863{1844}-1902
Dimitrie Adam	1869-1915
Ioan Iliovici	1916-1959
Traian Golumba	1918-1926
Vichențe Cuzma	1942-1953
Pavel Ardelean	1953-1957
Petru Voicău	1960-1973
Mircea Barzu	1973-1977
Ioan Bîrlanescu	1977-1985
Ionel Culda	1985-1990
George-Dumitru Dimoiu	1990-1992
Ioan Ardelean	1992-1994
Pavel Indru	1994-prezent